# Архиепархия Сент-Луиса

Герб архиепархии Сент-Луиса

Архиепархия Сент-Луиса (лат. Archidioecesis Sancti Ludovici) — архиепархия Римско-Католической церкви в городе Сент-Луис, штат Миссури, США. В митрополию Сент-Луиса входят епархии Джефферсон-Сити, Канзас-Сити — Сент-Джозефа, Спрингфилда — Кейп-Жирардо. Кафедральным собором архиепархии Сент-Луиса является Собор Святого Людовика.

## История
18 июля 1826 года Римский папа Лев XII издал бреве «Inter multiplices», которой учредил епархию Сент-Луиса, выделив её из епархии Дуранго, епархии Нового Орлеана. Первоначально епархия Сент-Луиса была одной из самых больших по площади католических епархий в США. В её юрисдикцию входили штат Миссури, западная часть штата Иллинойс и вся территория к западу от реки Миссисипи и северу от штата Луизианы (до Балтимора).
20 июля 1847 года епархия Сент-Луиса была возведена в ранг архиепархии.
В следующие года архиепархия Сент-Луиса передала часть своей территории новым католическим церковным структурам:
- 28 июля 1837 года — епархии Дубьюка;
- 28 ноября 1843 года — епархии Чикаго и епархии Литл-Рока;
- 1 ноября 1843 года — Апостольскому викариату Территории Орегона (сегодня — Архиепархия Портленда);
- 3 марта 1868 года — епархии Сент-Джозефа;
- 10 сентября 1880 года — епархии Канзас-Сити;
- 11 марта 1883 года — Апостольскому викариату Монтаны (сегодня — Епархия Хелены);
- 2 июля 1956 года — епархиям Спрингфилда — Кейп-Жирардо и Джефферсон-Сити.

## Ординарии архиепархии
- епископ Джозеф Розати[англ.] (18.07.1826 — 25.09.1843)
- архиепископ Питер Ричард Кенрик[англ.] (25.09.1843 — 21.05.1895)
- архиепископ Джон Джозеф Кейн (21.05.1895 — 13.10.1903)
- кардинал Джон Джозеф Гленнон (13.10.1903 — 09.03.1946) — кардинал с 1946
- кардинал Джозеф Элмер Риттер (20.07.1946 — 10.06.1967) — кардинал с 1961
- кардинал Джон Джозеф Карберри (14.02.1968 — 31.07.1979) — кардинал с 1969
- архиепископ Джон Лоуренс Мэй[англ.] (24.01.1980 — 09.12.1992)
- архиепископ Джастин Фрэнсис Ригали (25.01.1994 — 15.07.2003) — назначен архиепископом Филадельфии, кардинал с 2003
- архиепископ Рэймонд Лео Берк (02.12.2003 — 27.06.2008) — назначен 27.06.2008 года префектом Верховного трибунала апостольской сигнатуры, кардинал с 2010
- архиепископ Роберт Джеймс Карлсон[англ.] (21.04.2009 — 10.06.2020)
- архиепископ Митчелл Томас Розански[англ.] (с 10.06.2020)

## Источник
- Annuario Pontificio, Libreria Editrice Vaticana, Città del Vaticano, 2003, ISBN 88-209-7422-3;
- Бреве Inter multiplices, Bullarium pontificium Sacrae congregationis de propaganda fide, т. V, Romae, 1841, стр. 20 Архивная копия от 2 апреля 2015 на Wayback Machine  (лат.).